# NGC 5213
NGC 5213 (również PGC 47842 lub UGC 8552) – galaktyka spiralna z poprzeczką (SBb), znajdująca się w gwiazdozbiorze Panny. Odkrył ją Albert Marth 30 kwietnia 1864 roku. Jest zaliczana do radiogalaktyk.